# Валунна глина
Валу́нна гли́на (рос. валунная глина, англ. boulder clay, till; нім. Geschiebelehm, Geschiebeton, Geschiebemergel) — піскувата глина льодовикового або пролювіального походження, що є сумішшю глинистої речовини (головним чином гідрослюди і хлориту), алевриту, піску, уламків і валунів різних гірських порід.
Колір бурий та сірий. Шаруватість відсутня. Іноді тонко-пластинчаста горизонтальна окремість (внаслідок тиску льодовика).